# 에마 추 발데크운트피르몬트
발데크피르몬트의 엠마(네덜란드어: Emma van Waldeck-Pyrmont, 1858년 8월 2일~1934년 3월 20일)는 네덜란드의 왕비(1879년 ~ 1890년)이자, 빌럼 3세와 결혼하여 룩셈부르크의 대공비를 겸하였다. 네덜란드 왕실의 광대하게 인기있던 엠마 왕비는 1890년부터 1898년까지 후자의 소수 기간 동안에 자신의 딸 빌헬미나를 위한 섭정으로 지냈다.

## 생애

### 가족
발데크피르몬트 후국의 아롤젠에서 후작 영애로 태어난 엠마는 발데크피르몬트 후작 게오르크 빅토르와 헬레네 폰 나사우 공녀의 넷째 딸이었다.
그녀의 오빠 프리드리히는 발데크 공국의 마지막 통치적 왕자였고, 언니 헬레나는 빅토리아 여왕의 아들 올버니 공작 레오폴드의 아내였다.
그녀의 외조부는 1887년까지 네덜란드 왕위 계승의 가계에서 그녀가 상속한 자리를 통한 오라녜나사우 카롤리나 공주의 손자 나사우 공작 빌헬름이었다.

### 결혼 생활
빌럼 3세의 첫 부인 뷔르템베르크의 소피가 사망한 지 2년 후, 1879년 1월 7일 아롤젠에서 엠마 공주는 그에게 결혼하였다. "그 시기의 위대한 방탕자"로 묘사된 나이들고 방탕한 국왕은 이전에 그의 막내 아들에 더 많은 흥미를 가진 덴마크 공주 튀라에 의하여 거절되어 왔다. 엠마의 첫째 언니 파울리네는 국왕의 분명한 첫 목표였으나 "난 네덜란드의 여왕이 되는 데 상관하지 않는다!"란 말과 함께 엠마가 딛고 들어간 사람이 되었다.
빌럼 3세와 함께 엠마는 1880년 8월 31일 훗날의 여왕이 된 외동딸 빌헬미나를 낳었다. 국왕은 또한 첫 결혼 생활로부터 아무 합법적인 자식 없이 자신이 죽기 전에 모두 사망한 세 명의 아들(빌럼, 마우리츠와 알렉산더르)을 두기도 하였다.

### 과부 신세
1890년 11월 23일 남편이 사망하기 3일 전, 엠마는 자신의 일할 수 없는 남편을 위한 섭정이 되었다. 그녀는 1898년 8월 31일 딸의 18세 생일 때까지 지속적으로 남편의 후계자 빌헬미나의 통치로 들어가며 섭정직을 맡았다. 당시 여성에 의하여 물려받을 수 없던 왕위 룩셈부르크의 대공직은 엠마의 외삼촌 나사우 공 아돌프에게 전해졌다.
그녀는 1934년 3월 20일 75세의 나이에 기관지염 합병증으로 헤이그에서 사망하여 델프트에 안장되었다.